# 8914 Nickjames
8914 Nickjames è un asteroide della fascia principale. Scoperto nel 1995, presenta un'orbita caratterizzata da un semiasse maggiore pari a 2,9960121 UA e da un'eccentricità di 0,1032582, inclinata di 11,17419° rispetto all'eclittica.